# Biet
Biet är en bergstopp i Schweiz. Den ligger i distriktet Schwyz och kantonen Schwyz, i den centrala delen av landet, 110 km öster om huvudstaden Bern. Toppen på Biet är 1 968 meter över havet.